# Bojan Štumberger (policist)
Bojan Štumberger, slovenski policist in veteran vojne za Slovenijo, * 25. januar 1961, Slovenj Gradec, † 28. junij 1991, Holmec.
Kot pripadnik takratne milice je sodeloval v spopadu za mejni prehod Holmec, pri čemer je padel v boju. 